# 오리지널 스타벅스

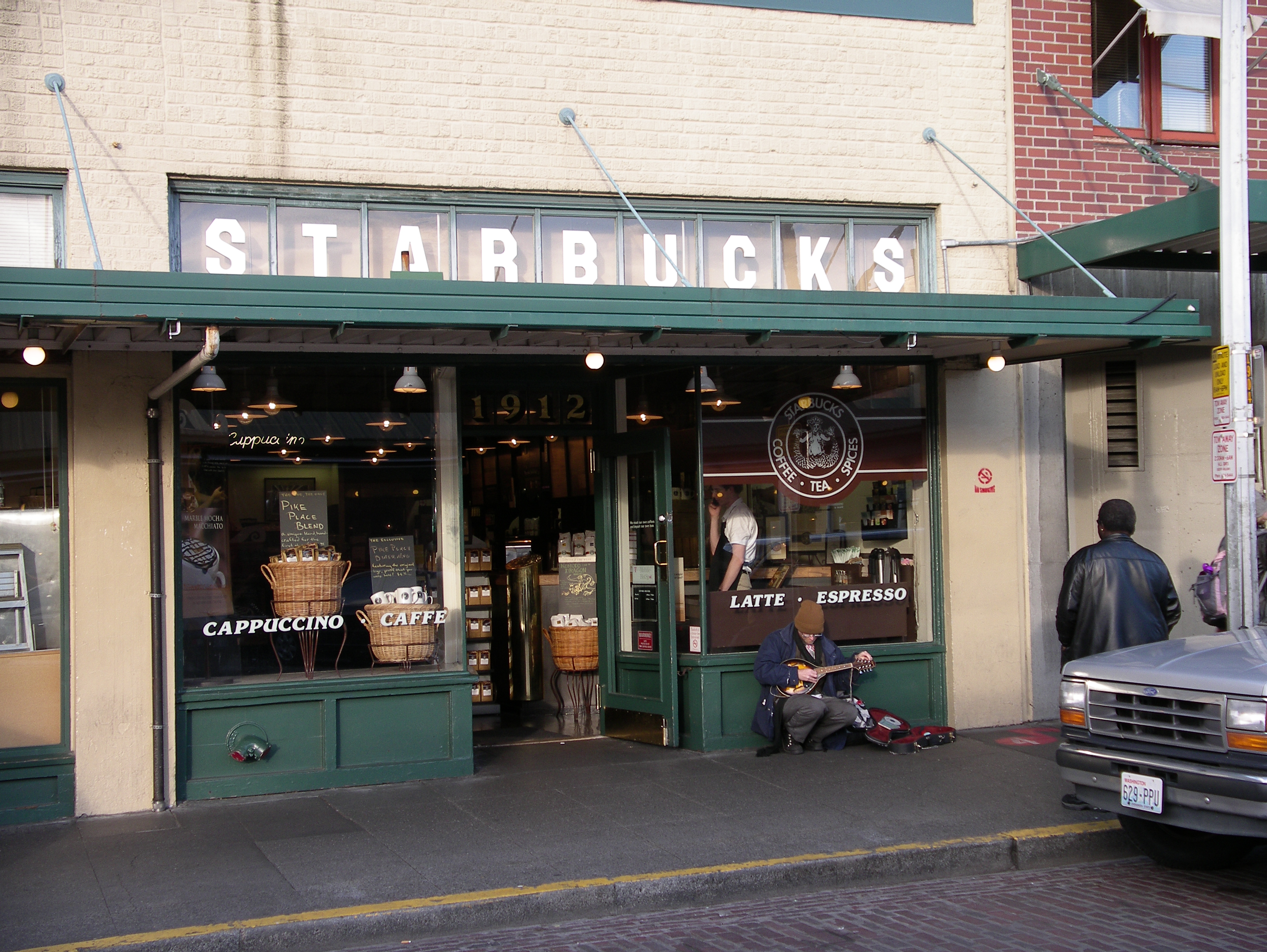
2006년 3월의 매장 외부

오리지널 스타벅스(Original Starbucks)로도 알려진 파이크 플레이스 스타벅스(Pike Place Starbucks) 매장은 1971년 미국 워싱턴주 시애틀 시내 중심부에 있는 파이크 플레이스 마켓에 설립된 최초의 스타벅스 매장이다. 시간이 지나도 초기 모습을 유지하고 있으며 디자인 지침과 역사적 중요성이 적용된다. 관광 명소와 많은 사람들이 모이는 곳으로 유명하다. 일반적으로 스타벅스 1호점으로 불리지만, 현재 주소는 파이크 플레이스(Pike Place) 매장의 2호점이다. 첫 번째 레스토랑은 5년 동안 2000 웨스턴 애비뉴에 위치해 있었다. 현재는 1912 파이크 플레이스(1912 Pike Place)에 위치하고 있다.